# Патнейская конференция

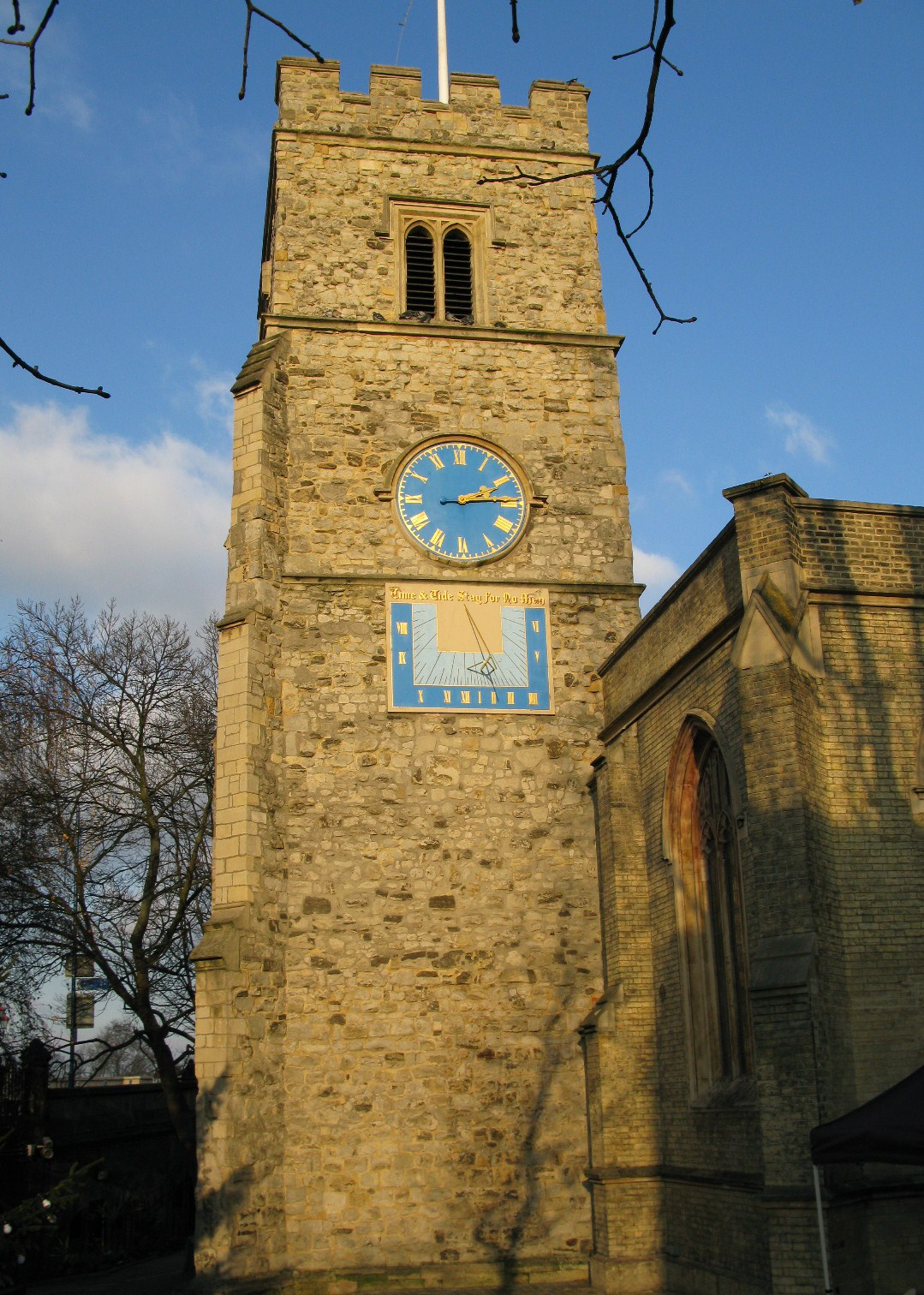
Церковь Св. Марии Богородицы, Патни, где проходили дебаты

Во время дебатов в Патни члены Армии Нового Образца, ряд участников которой относился к левеллерам, дискутировали об основных принципах будущей конституции Великобритании, которая должна была быть принята по итогам Английской революции.
Захватив Лондон у пресвитерианских противников в августе 1647 года, кромвелевская армия разместила свою штаб-квартиру в селе Патни графства Суррей (сейчас в Юго-Западном Лондоне). Дебаты начались 28 октября 1647 в церкви Св. Марии Богородицы, но на следующий день переместились по соседству, в жилище генерал-квартирмейстера Томаса Гросвенора. Дебаты продолжались до 11 ноября.

## Обстановка
Летом того же года Оливер Кромвель (тогда член парламента от Кембриджа), Генри Айртон (зять Кромвеля) и другие должностные лица, известные как Гранды, пытались договориться с Карлом I  после первой Гражданской войны. Их предложения, названные «Главы предложений» включали положения социальной справедливости, но монарх и Палата Лордов сохранила бы право вето над Палатой общин. Еще из них следовало, что король будет восстановлен до того, как вопросы возмещения убытков и задолженности солдатам будут закреплены в законе. Это противоречило Декларации 14 июня 1647, и потому не могло быть поддержано более радикальными представителями военных и гражданского населения.
Армия нового образца была первой армией в истории, допускающей политические дебаты в своих рядах. Незадолго до октября 1647, пять самых радикальных кавалерийских полков избрали новых Агитаторов — известных как новые агенты — представлять своё мнение. Новые Агенты издали политический манифест «Дело Армии» (англ. The Case of the Armie Truly Stated). Его основные идеи позже отразились в Конституционных предложениях, которые вылились в позднейшую серию манифестов, известных как «Народное соглашение».
Дебаты в Патни возникли в ответ на публикацию «Дела Армии». По словам автора книги под названием Вызов всех воинов Армии (работе, обычно приписываемые Иоанну Вайлдмен), Айртон был настолько разгневан публикацией, что Новые Агенты были вызваны для её обсуждения перед генеральным Советом армии.

## Ход дебатов
Радикалы хотели Конституцию на основе равного избирательного права («один человек — один голос»), двухгодичного парламента и реорганизации мажоритарных округов. Власть должна была быть возложена на палату общин вместо короля и лордов. Некоторые «врождённые права» были объявлены неприкосновенными для всех англичан: свобода совести, свобода от мобилизации в Вооруженные силы и равенство перед законом.
Главнокомандующий Ферфакс был болен и не мог присутствовать, поэтому председательствовал Кромвель. Кромвель наотрез отказался принять любой компромисс, при котором король был бы свергнут, в то время как Генри Айртон настаивал, что его «Главы предложений» закрывают все вопросы, поднятые Новыми Агентами в «Деле Армии». Новые Агенты приняли приглашение, отправив Роберта Эверард (отмеченный в протоколах первого дня дебатов как 'Buff Coat') и еще одного Нового Агента от полка полковника Уолли, описываемого как «Бедфордшире человек» (возможно, это был кавалерист Мэттью Уил, подписавший «Дело Армии»). Из других членов армии присутствовали полковник Томас Рейнсборо (депутат от Дройтуич), его брат майор Уильям Рейнсборо, и агитаторы Эдвард Сексби и Уильям Аллен. Новые агенты, также привели Джона Вайлдмена и Максимилиана Петти, двух гражданских советников, которые были вовлечены в делами Армии по крайней мере с июля 1647.
Дебаты открылись 28 октября и сначала протоколировались секретарём Уильямом Кларком и командой стенографистов, но с 2 ноября запись прекратилась. О проведении дебатов не сообщалось и записи Кларка в то время не были опубликованы. Они считались потерянными до 1890 года, когда они были обнаружены в библиотеке Вустер-колледжа, Оксфорд, и впоследствии опубликованы как часть «Архива Кларка», введенного в научный оборот английским историком Самуэлем Роусоном.
Главная претензия Кромвеля и Айртона к «Народному соглашению» была в том, что она включала в себя требование всеобщего избирательного права для всех мужчин, которое Айртон считал ведущим к анархии. Вместо этого они предложили избирательное право только для землевладельцев. Айртон утверждал:

Я считаю, что ни одно лицо не имеет права на долю или участие в управлении или распоряжении делами королевства и в избрании тех лиц, которые будут устанавливать, какие законы следует издать для Англии, если это лицо не имеет постоянного прочного дохода в королевстве.Оригинальный текст (англ.)No person hath a right to an interest or share in the disposing of the affairs of the kingdom, and in determining or choosing those that shall determine what laws we shall be ruled by here — no person hath a right to this, that hath not a permanent fixed interest in this kingdom.— http://bcw-project.org/church-and-state/second-civil-war/putney-debates
Его поддержал полковник Натаниэль Рич, высказав опасение, что, если парламентарии будут представлять интересы всего народа, то, 4/5 населения, не имеющих собственности и не заинтересованных в её сохранении, примут такие законы, которые разорят собственников.
С другой стороны, Агитаторы считали, что заслужили права голоса за свою службу во время войны, а введение имущественного ценза будет приведёт к тому, что те, кто вложил всё своё состояние в войну на стороне парламента, окажутся по её окончании в невыгодном положении по сравнению с теми, кто этого не сделал. Полковник Томас Рейнсборо заявил:

В каком несчастном униженном состоянии окажется человек, который сражался в этой борьбе за парламент... Я вынужден указать, что многие люди, горячая любовь и преданность которых к Богу и родине... побудили их ради этого дела израсходовать своё состояние, после его потери не будут иметь 40 шиллингов в год, т. е. дохода, достаточного для права голоса... Оригинальный текст (англ.)And truly I have thought something else: in what a miserable distressed condition would many a man that has fought for the parliament in this quarrel be!...
I will be bound to say that many a man whose zeal and affection to God and this kingdom has carried him forth in this cause, has so spent his estate that, in the way the state and the Army are going, he shall not hold up his head, if, when his estate is lost and not worth forty shillings a year, a man shall not have any 'interest'.— http://www.constitution.org/lev/eng_lev_08.htm
Кроме того, он добавил, что если вожди Английской революции с самого начала не намеревались давать людям равные права, то они должны были честно предупредить их об этом заранее, смирившись с уменьшением числа своих сторонников.

## Итоги
Дебаты закончились соглашением, что модифицированный вариант «Народного соглашения» будет утвержден комиссией, избранной главным образом из рядов офицеров Армии, будет основой любого будущего конституционного соглашения, и что он будет представлен всей Армии на общем митинге. Однако Агитаторы, желая обсудить будущее короля и грандов, опасаясь полного развала дисциплины в армии, предложили 8 ноября, что Агитаторы и Новые Агенты немедленно возвращайтесь к своим полкам, чтобы навести порядок, тем самым приостановив заседания. Это было усилено на 11 ноября, когда король Карл бежал из дворца Хэмптон-корт, очевидно, опасаясь (возможно, по совету Оливера Кромвеля), что гранды могли легко потерять контроль над более радикальными элементами в армии. Побег Карла I привёл все дебаты к концу, поскольку Армия столкнулись с более серьезной угрозой. В тот же день Генеральный Совет составил новый манифест, который будет представлен на массовый митинг, который среди прочих положений, содержится требование, согласно которому военнослужащие должны будут подписывать декларацию верности главнокомандующему Фэрфаксу и Генеральному совету (и, следовательно, запрещает дальнейшую агитацию).
Сама презентация была разделена на три митинга вместо одного. Полки, приглашенные на первое заседание на 15 ноября, согласились с манифестом, но два полка прибыли с возражениями без вызова, что вызвало мятеж на поле Corkbush. Кромвель подавил мятеж и в других двух встречах остальные полки согласились с условиями манифеста.
На встречу в Виндзоре 7 декабря 1647 Генеральный Совет подготовил неполитическую петицию для представления в парламенте, названную « Humble Representation of the General Council of the Army» (которой просит парламент платить солдатам задолженности и обеспечить будущее финансирование армии), и через месяц на 8 января 1648 Генеральный Совет проголосовал за самороспуск.